# اللغة البنجرية
اللغة البنجرية (بَهاسَ بَنجَر) لغة شعب البنجر في إندونيسيا، يتكلم بها ما يقرب ستة ملايين نسمة.
كلمة بنجر مأخوذة من اسم مدينة بنجرماسين، فأما لفظة بَنجَر Banjar فتصحيف بَندَر العربية الفارسية بمعنى الميناء، وأما لفظة مَسيه Masih فاسم لشعب الملايو، فالكلمة مجتمعة تعني «ميناء الملايو». في اللغة الإندونيسية تعني كلمة بنجر banjar «الصف» ومسيه masih «ما زال».